# У шкірі моєї матері
«У шкірі моєї матері» — філіппінський народний фільм жахів 2023 року, написаний і знятий Кеннетом Дагатаном. У ньому зіграли Б'юті Гонсалес, Фелісіті Кайл Напулі, Джеймс Мейві Естрелла, Анджелі Баяні, Ронні Лазаро, Арнольд Рейес, Ноель Сто. Домінго і Жасмін Кертіс-Сміт. Сюжет фільму розгортається під час Другої світової війни і розповідає про молоду дівчину, яка, доглядаючи за вмираючою матір'ю, знайомиться з феєю-людожеркою.
Прем'єра фільму відбулася 21 січня 2023 року на фестивалі Sundance в рамках секції «Північ». Це єдиний неангломовний фільм у секції. Amazon Studios придбала глобальні права на фільм, що стало першим придбанням на фестивалі, і 12 жовтня 2023 року він став доступним для трансляції по всьому світу на Prime Video.

## Сюжет
Друга світова війна 1945 року на Філіппінах добігає кінця. Дія фільму зосереджена навколо юної Тали (Фелісіті Кайл Напулі) та її сім'ї, яка живе в особняку посеред буйних джунглів. Її батько Альдо (Арнольд Рейес) — колишній успішний торговець, а до родини приїжджає прихильний до Японії Антоніо (Ронні Лазаро), який погрожує сім'ї, якщо вони не розкриють місцезнаходження свого золота. Альдо запевняє Антоніо, що нічого немає, залишає сім'ю і обіцяє повернутися з допомогою.
Минають тижні, а Альдо не повертається. Тала, її брат Баяні (Джеймс Мейві Естрелла) і мати Лігайя (Б'юті Гонсалес) залишаються в маєтку, але їхні запаси їжі починають закінчуватися. Зрештою, Лігайя занедужує, і, незважаючи на протести Тали, все ще вірить, що її чоловік колись повернеться додому. Не в силах більше сидіти, склавши руки, Тала і Баяні вирушають до лісу на пошуки допомоги, але дорогою розлучаються. На нещастя для Тали, вона випадково натрапляє на лігво чарівної феї (Жасмін Кертіс-Сміт). Фея пропонує допомогти нетерплячій Талі, вилікувавши її матір, але саме тоді події починають набувати темного забарвлення.
Щоб вилікувати матір, фея дає Талі банку з комахою всередині. Коли матері стає гірше, однієї ночі Тала наводить комаху на матір, і вона заповзає в неї. Мати видає дивні звуки, виглядає ще хворішою, і видно, як щось росте та рухається в її тілі — її опанувало щось зле…

## Акторський склад
- Б'юті Гонсалес — Лігайя
- Фелісіті Кайл Напулі — Тала
- Джеймс Мейві Естрелла — Баяні
- Жасмін Кертіс-Сміт — Фея
- Анджелі Баяні — Амор

## Виробництво
Основні зйомки проходили в Баколоді і тривала 16 днів до липня 2022 року.

## Поширення
Міжнародна копродукція Філіппін, Сінгапуру та Тайваню, «У шкірі моєї матері», прем'єра якої відбулася 21 січня 2023 року на кінофестивалі Sundance 2023 у рамках секції «Північ». Це єдиний неангломовний фільм секції. Amazon Studios придбала глобальні права на фільм, що стало першим придбанням на фестивалі, і 12 жовтня 2023 року надала доступ до трансляції по всьому світу на Prime Video.

## Відгуки
На сайті-агрегаторі рецензій Rotten Tomatoes 88 % з 33 відгуків критиків є позитивними, а середня оцінка — 6,9/10. Консенсус на сайті такий: «Похмурий і макабричний, „У шкірі моєї матері“ — це похмуро ефективна суміш історичного та надприродного жаху». Сайт Metacritic, який використовує середньозважену оцінку, поставив фільму 73 бали зі 100, спираючись на відгуки восьми критиків, що свідчить про «загалом схвальні» рецензії.
Рецензуючи фільм «У шкірі моєї матері» після його прем'єри на фестивалі Sundance, Бенджамін Франц із Film Threat поставив фільму 8 балів із 10 і написав: «…гарантовано створить у вас кошмари».